# Naotake Hanju
Naotake Hanju (japonsko 羽生 直剛), japonski nogometaš, * 22. december 1979.
Za japonsko reprezentanco je odigral 17 uradnih tekem.